# KFNB Ia
Die Dampflokomotivreihe KFNB Ia war eine Schnellzug-Schlepptenderlokomotivreihe der österreichischen Kaiser Ferdinands-Nordbahn (KFNB).

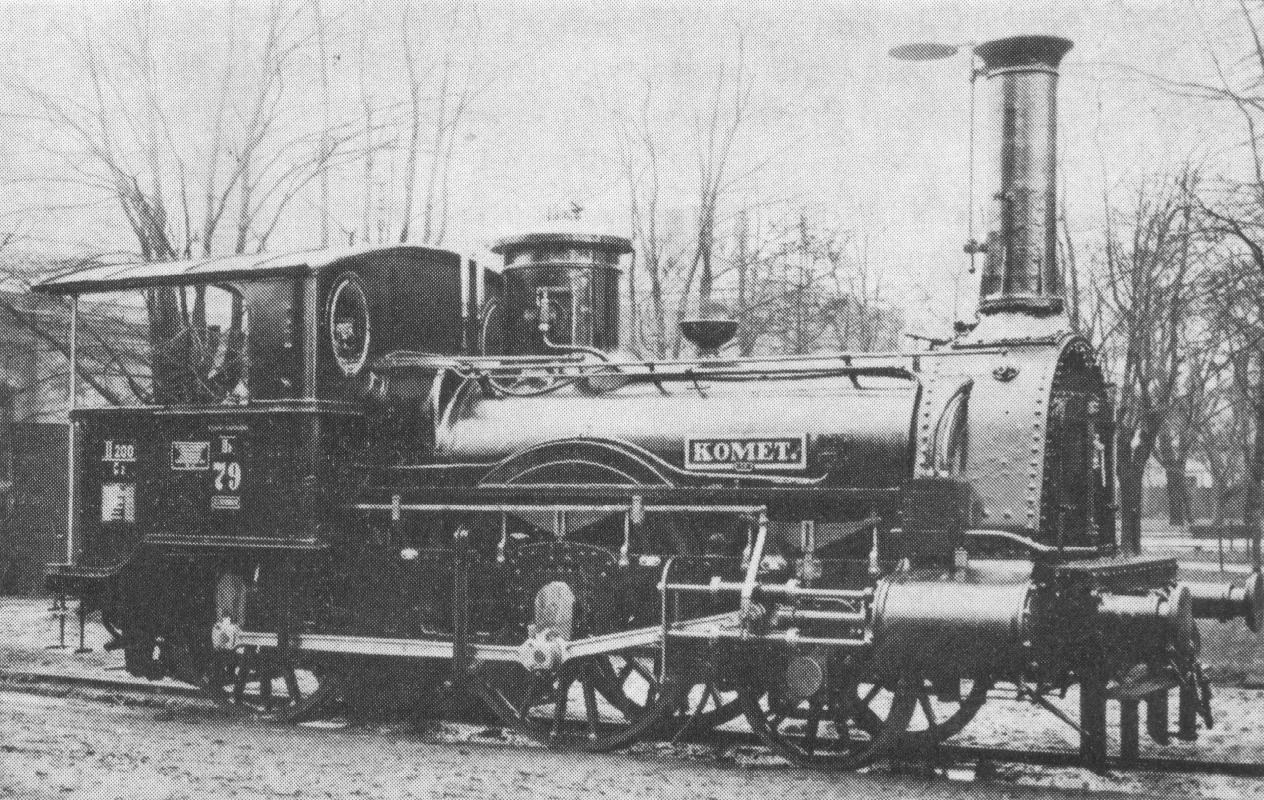
KFNB Komet II

Die Lokomotivfabrik Sigl in Wien lieferte 1862  fünf Stück Zweizylinder-Nassdampf-Lokomotiven mit der Achsformel 1A1 an die KFNB.
Die Maschinen hatten die Namen RAKETE", BLITZ", KOMET", VESTA" und NEPTUN", zuerst nur Nummern, wurden ab 1869 als Reihe IVa und ab 1881 als Reihe Ia bezeichnet.
Die Lokomotiven hatten Außenrahmen, Hallsche Kurbeln und einen wenig leistungsfähigen Kessel.
Nach der Weltwirtschaftskrise (Gründerkrach) 1873 wurden die Maschinen im Personenzugsdienst eingesetzt.
Dafür waren sie aber nicht geeignet.
Daher wurden sie 1882–1883 in Lokomotiven mit der Achsformel 1B umgebaut und ab dann als Reihe IIb 1 bezeichnet.
Die KOMET" kam nach der Verstaatlichung der KFNB 1906 noch zu den k.k. österreichischen Staatsbahnen (kkStB), bei der sie die Reihe 407 bildete.
Sie wurde 1913 ausgemustert.